# Genmaicha
El genmaicha (玄米茶?  ‘té de arroz integral’) es el nombre Japonés de un té verde mezclado hecho con hojas de sencha y arroz integral tostado. 
En Japón es conocido como 'té de palomitas de maíz' debido al estallido que suena al tostar. Al agregar arroz integral tostado, el té obtiene una buena calidad y hace el sabor único. Muchas personas en Japón aman este té debido a su dulce sabor y su agradable aroma.
La infusión resultante tiene un color amarillo claro. Resulta suave al paladar y combina el sabor herbal fresco del té verde con el aroma del arroz tostado. El agua para macerar este té debe estar típicamente a unos 80–85 °C, recomendándose un tiempo de unos 3-5 minutos, según la fuerza deseada y la fuente del té. Algunas fuentes recomiendan tan poco como un minuto.
Es muy popular en Japón y puede tomarse incluso antes de dormir, debido a su bajo contenido en teína. Tiene la reputación de ayudar a hacer la digestión, por lo que se sirve a menudo tras las comidas. Este té puede encontrarse preparado o envasado, pero también puede elaborarse de forma casera: el arroz integral se tuesta y se mezcla con el té verde (preferiblemente bancha o sencha) a gusto del consumidor y después se hace la infusión.
El genmaicha también se vende con matcha (té verde molido) añadido, llamándose a esta variante matcha-iri genmaicha (抹茶入り玄米茶,?  ‘genmaicha con matcha añadido’). El matcha-iri genmaicha tiene un sabor parecido al genmaicha normal, pero a menudo más fuerte, y su color es más verde que amarillo claro.